# Anika 2 - Rescue the Queen
Super Heroine Saves the Crisis !! Anika 2 - Rescue the Queen (HEROINE危機一髪!!アニカ２ ～姫を救出せよ～) es una película japonesa, del 22 de julio de 2005, producida por Zen Pictures. Es la segunda parte sobre esta heroína. Es una película del género tokusatsu, de acción y aventuras, con artes marciales, protagonizada por Riko Tachibana como la heroína Anika, y dirigido por Masaru Okada.

## Películas sobre Anika
La primera película sobre Anika que se lanzó en el 2003 tiene el título:
- *Super Heroine Saves the Crisis !! Galaxy Police Anika

El idioma es en japonés, pero también está disponible con subtítulos en inglés, en DVD o descargable por internet.
Producidas por GIGA, también hay varias películas eróticas sobre la heroína Anika:
- 2007 - Galaxy Patrol Anika R Hairbreadth!!.[1]

- 2007 - Super Heroine of badness to come within a hair's breadth of something!! Dark goddess Black Anika.[2]

- 2004 - Anika - Demons in Hell.[3]

- 2004 - Anika & Red Cóndor.[4]

- 2004 - Anika - Insult.[5]

## Argumento
El malvado "Muerte del Mundo Oscuro", conquista el Planeta 12 del Sistema galáctico, y captura a su reina "Delta". Anika, que es una gran amiga de Delta, tratará de rescatarla luchando, como en la primera parte de la secuela, contra "Muerte del Mundo Oscuro". 